# AXIZ
Palmarès
3 fois GHC Tag Team Champions
AXIZ est une équipe de catch composée de Gō Shiozaki et Katsuhiko Nakajima. Le duo travaille actuellement pour la Pro Wrestling Noah, où ils sont d'anciens 3 fois GHC Tag Team Champions.

## Carrière

### Histoire
Le 12 mars 2017 à Great Voyage in Yokohama, Gō Shiozaki et Katsuhiko Nakajima s'affrontent pour le GHC Heavyweight Championship dans un match remporté par Nakajima.

### Formation et premier règne en tant que GHC Tag Team Champions (2018)
En décembre 2018, Shiozaki et Nakajima forment une équipe, et le duo participent à un tournoi pour les vacants GHC Tag Team Championship. Le 7 décembre, ils battent Kenoh et Masa Kitamiya en finale d'un tournoi pour remporter les vacants GHC Tag Team Championship. Par la suite, ils défiés par The Hooligans (Maybach Taniguchi et Yuji Hino) à un match pour leurs titres. Lors de The Great Voyage 2018 in Yokohama vol.2, ils perdent les titres contre The Hooligans (Maybach Taniguchi et Yuji Hino).

### Deuxième et troisième règne record en tant que GHC Tag Team Champions (2019-2020)
Lors de Great Voyage 2019 In Yokohama, ils conservent leur titres contre Eddie Edwards et Masa Kitamiya.
Du 6 avril au 5 mai, ils participent au Global Tag League 2019. Ils avancent jusqu'en finale, où ils perdent contre Sugiura-gun (Kazma Sakamoto et Takashi Sugiura). Le 13 juin, ils perdent les GHC Tag Team Championship contre Sugiura-gun (Kazma Sakamoto et Takashi Sugiura).

### Championnats simple et séparation (2020)
Le 4 janvier 2020, à New Sunrise, Shiozaki bat Kaito Kiyomiya pour remporter le GHC Heavyweight Championship,. Le lendemain à Reboot, AXIZ perd les GHC Tag Team Championship contre Naomichi Marufuji et Masaaki Mochizuki,. Ensuite, AXIZ a commencé à se concentrer sur leur carrière en simple, après que Nakajima ai battu Daiki Inaba pour remporter le Wrestle-1 Championship le 12 janvier dans le cadre d'une relation de travail entre la Noah et la Wrestle-1. Nakajima perd le titre contre Kaz Hayashi le 15 mars. Le mois suivant, ils participent au Global Tag League 2020. Ils avancent jusqu'en finale, où ils perdent contre Sugiura-gun (El Hijo de Dr. Wagner Jr. et René Duprée),,. Le 9 mai, Nakajima bat Takashi Sugiura pour remporter le GHC National Championship, l'équipe détient ainsi les deux Championnats simples de la catégorie Heavyweight de la promotion.
Le 30 août, ils perdent contre Sugiura-gun (Kazushi Sakuraba et Takashi Sugiura) pour les vacants GHC Tag Team Championship. Nakajima trahi ensuite Shiozaki pour rejoindre le clan KONGOH, mettant fin à AXIZ.

## Palmarès
- Pro Wrestling NOAH
  - 1 fois GHC Heavyweight Championship - Gō Shiozaki (actuel)
  - 1 fois GHC National Championship - Katsuhiko Nakajima
  - 3 fois GHC Tag Team Championship
  - Best Tag Team Award (2019)

- Wrestle-1
  - 1 fois Wrestle-1 Championship - Katsuhiko Nakajima[23]